# Psocus leidyi
Psocus leidyi är en insektsart som beskrevs av Samuel Francis Aaron 1886. Psocus leidyi ingår i släktet Psocus och familjen storstövsländor. Inga underarter finns listade i Catalogue of Life.